# Somebody to Shove
Somebody to Shove è un singolo del gruppo musicale statunitense Soul Asylum, pubblicato il 5 maggio 1992 come primo estratto dal sesto album in studio Grave Dancers Union.

## Posizione nelle classifiche
| Anno | Singolo             | Classifica             | Posizione |
| ---- | ------------------- | ---------------------- | --------- |
| 1992 | "Somebody to Shove" | Modern Rock Tracks     | 1         |
| 1993 | "Somebody to Shove" | Mainstream Rock Tracks | 9         |